# Dinant
Dinant är en stad och kommun i provinsen Namur i södra Belgien, cirka 80 kilometer sydöst om huvudstaden Bryssel. Den ligger  vid floden Maas. Antalet invånare är 13 650.
Dinant är huvudort i Arrondissement de Namur, som omfattar 15 kommuner i provinsen Namur.

## Berömda personer från Dinant
- Georges Pire (1910–1969), dominikanermunk, fredspristagare
- Adolphe Sax (1814–1894), instrumentmakare, skapare av saxofonen
- Antoine Wiertz (1806–1865)), målare